# 麥克格雷格冰川
85°8′S 174°50′W / 85.133°S 174.833°W
麥克格雷格冰川（英語：McGregor Glacier）是南極洲的冰川，位於杜費克海岸，長26公里、寬6公里，流經奧拉夫王子山脈西南坡，最終在丘默勒斯山以北注入沙克爾頓冰川，以新西蘭探險隊的地質學家命名。